# 梅爾科耶湖 (葉卡捷琳堡)
56°54′50″N 60°25′26″E / 56.9139°N 60.424°E
梅爾科耶湖（俄语：Мелкое），是俄羅斯的湖泊，位於該國中西部斯維爾德洛夫斯克州，處於葉卡捷琳堡，長3公里、寬0.7公里，面積2.32平方公里，海拔高度246米，平均水深1米，最大水深1.5米。